# John Wetteland
John Karl Wetteland (né le 21 août 1966 à San Mateo, Californie, États-Unis) est un ancien lanceur des Ligues majeures de baseball qui a connu une brillante carrière, notamment avec les Expos de Montréal et les Yankees de New York. Avec ces derniers,  il devint en 1996 le premier lanceur de relève à être élu joueur par excellence de la Série Mondiale, alors qu'il protégea les quatre dernières victoires des Yankees. 

## Carrière

### Débuts
John Wetteland fut un choix de deuxième ronde des Dodgers de Los Angeles au repêchage amateur de juin 1985. Libéré de son contrat et repêché par les Tigers de Detroit en décembre 1987, le lanceur droitier est rapidement de retour avec les clubs écoles des Dodgers, où il se fera remarqué dans la Ligue de la côte du Pacifique (Pacific Coast League) en protégeant 20 victoires en relève, en autant de tentatives. Wetteland fait ses débuts dans la Ligue nationale de baseball le 31 mai 1989. D'abord lanceur partant, il demandera de retourner à l'enclos de relève après cinq départs difficiles au début de la saison 1991. Les Dodgers acquiesceront à cette requête.
Après la saison 1991, Wetteland sera impliqué dans deux transactions. Avec le lanceur droitier Tim Belcher, il passe aux Reds de Cincinnati le 27 novembre 1991 en échange du voltigeur étoile Eric Davis et du lanceur droitier Kip Gross. Puis le 11 décembre 1991, Cincinnati l'échange avec le lanceur droitier Bill Risley aux Expos de Montréal, en échange Dave Martinez, du joueur de troisième but Willie Greene et du lanceur de relève gaucher Scott Ruskin.

### Avec les Expos
John Wetteland devient releveur à temps plein chez les Expos en 1992, c'est-à-dire que l'on fait appel à lui en 9e manche pour protéger l'avance de l'équipe. Pouvant compter sur une des balles rapides les plus dangereuses des Majeures, il se montera particulièrement efficace en 1993, protégeant 43 victoires, et en 1994, alors que Montréal compile le meilleur dossier des Ligues Majeures, donnant l'occasion au droitier de se signaler à plusieurs reprises.
Les Expos, aux prises avec des difficultés financières, et pouvant compter sur un autre as releveur en Mel Rojas, se débarrassent de Wetteland au profit des Yankees de New York, qui l'obtiennent le 5 avril 1995 en retour de Fernando Seguignol. Une véritable aubaine pour les Yankees, qui ont les moyens de payer l'imposant contrat que John Wetteland est maintenant en droit de demander.

### Avec les Yankees
Wetteland joue deux saisons avec les Yankees. En 1996, Wetteland domine la Ligue américaine avec 43 sauvetages, et est choisi pour participer au match des étoiles. 
En séries d'après-saison, il préservera 7 victoires, un nouveau record en éliminatoires. Au cours de la Série Mondiale qui oppose les Yankees aux Braves d'Atlanta, il égale le record de 4 sauvetages en autant de tentatives, et est choisi joueur par excellence de cette série, une première pour un releveur.

### Dernières saisons
Après deux saisons à New York, John Wetteland signe à titre d'agent libre un contrat de 4 ans évalué à 23 millions de dollars américains avec les Rangers du Texas, le 16 décembre 1996. 
Avant la saison 1999, il doit se soumettre à une opération chirurgicale pour une blessure à une épaule. Sa balle rapide, qui fut jusque-là sa marque de commerce, perd de la vélocité, mais la blessure lui donne l'occasion de diversifier ses lancers, ajoutant à son arsenal une balle glissante, une balle courbe et un changement de vitesse. 
En 1998 il préserve 42 victoires, puis améliore le record d'équipe la saison suivante, nivelant sa meilleure performance personnelle avec 43 sauvetages. Toujours en 1999, il devient le premier lanceur des Rangers à mériter un sauvetage lors d'un match d'étoiles, préservant en neuvième manche la victoire de la Ligue américaine sur la Nationale lors de la classique de mi-saison.
John Wetteland fait sa dernière apparition au monticule avec les Rangers le 20 septembre 2000 puis annonce sa retraite du baseball alors que son contrat vient à son terme. 
Sa fiche en carrière est de 45 victoires et 43 défaites, avec 330 matchs préservés et une moyenne de points mérités de 2,93 en 12 saisons. Il partage avec Dennis Eckersley le record de 4 saisons de 40 sauvetages ou plus. Il a été sélectionné pour le Match des Étoiles à trois reprises, en 1996, 1998 et 1999, et a remporté une Série Mondiale.

## Après-carrière
Le 27 janvier 2006, John Wetteland obtient un poste d'instructeur dans l'enclos de relève chez les Nationals de Washington. Cependant, il s'entend mal avec le gérant de l'équipe, Frank Robinson, et sera relevé de ses fonctions le 15 juin de la même année.
Les Mariners de Seattle ont fait de Wetteland leur instructeur dans l'enclos de relève pour la saison 2009.

## Honneurs et exploits
- Joueur par excellence de la Série Mondiale en 1996.
- Sélectionné pour le Match d'Étoiles en 1996, 1998 et 1999.

## Autres
- Lanceur pouvant compter sur une balle rapide explosive, John Wetteland était surnommé "Wild Thing", en référence au surnom attribué au personnage interprété par Charlie Sheen dans le film Ligue majeure. On l'appelait aussi "The Terminator", référence au film du même nom et à sa spécialité comme lanceur, c'est-à-dire retirer les derniers frappeurs adverses pour terminer le match.

- Il est un born-again christian.

- Lui et son épouse Michele ont quatre enfants.

- Le 15 janvier 2019, il est arrêté pour agressions sexuelles[3].